# Varakhcha
Varakhcha (em usbeque: Varaxsha) é uma antiga cidade soguediana e sítio arqueológico situado cerca de 40 km a noroeste de Bucara, no Usbequistão. Embora segundo algumas fontes tenha sido fundada no século IV ou século III (ou século I a.C., segundo outras fontes) as ruínas existentes mais antigas são dos séculos I e III d.C., a maior parte dos vestígios arqueológicos são dos séculos VI a VIII. A estrutura mais relevante é o palácio real, conhecido como Palácio de Varakhsha, onde foram encontradas pinturas murais e relevos de grande valor artístico. Desde 2008 que o sítio arqueológico é candidato a Património Mundial.

## Descrição
Varakhcha situa-se à beira do antigo leito do rio Zarafexã. Segundo os dados arqueológicos, foi fundada como uma aldeia no século IV ou III a.C. A cidade é mencionada em fontes medievais como sendo o local de residência dos reis soguedianos de Bucara (Bukhorokhudot ou Bukhar Khudat). Segundo o historiador de Bucara da primeira metade do século X Maomé ibne Jafar Narshakhi, Varakhcha, a que ele também chama Rajfandun, é mais antiga do que Bucara e outrora tinha sido mais importante do que Bucara.
A cidade era constituída por um shakriston (ou shahrestan; a cidade propriamente) dita) e uma cidadela, situada na parte oriental. O perímetro era de forma triangular e tinha uma muralha, cuja altura era 20 metros na cidadela e 10 metros no shakriston. Na parte oriental da muralha havia fortes espaçados entre si 30 metros. Em alguns períodos, a cidade foi rodeada dum fosso com água corrente. Além da cidadela e do palácio real, situado a leste da cidadela, há vestígios doutros edifícios grandiosos e de edifícios religiosos.
Além da importância política e religiosa devido a ser o local onde residia o monarca, a cidade bem fortificada foi um importante posto militar avançado na fronteira ocidental (com a Corásmia) do oásis de Bucara. Foi também um importante centro de comércio, situado na zona de contacto entre as populações sedentárias e nómadas, por onde passava a estrada entre Bucara e Quiva (Corásmia), que fazia parte da Rota da Seda. Segundo Narshakhi, de duas em duas semanas era realizado um grande mercado. O último mercado do ano durava 20 dias e era chamado mercado do Ano Novo porque os locais consideravam que o ano começava após o fim desse grande mercado.
Varakhcha foi também o centro duma vasta área agrícola que era irrigada por doze canais e um importante centro de artesanato, um facto que é atestado pela descoberta de bairros de natureza industrial nos arrabaldes de Varakhcha. Na colina de Yalpak Tepe, por exemplo, foram encontrados vestígios que indicam que ali existiu um centro de produção de vidro.
A cidade teve um papel relevante especialmente durante o período conturbado das conquistas árabes, a partir da segunda metade do século VII e no século seguinte. Segundo alguns autores, teria sido nessa altura que a família reinante no oásis de Bucara se mudou para Varakhcha. Segundo outros autores, a corte de Bucara já estava estabelecida em Varakhcha quando se deu a conquista árabe. O declínio da cidade deveu-se sobretudo à diminuição do caudal do Zarafexã e acabou por ser completamente destruída durante as invasões mongóis (c. 1219–1221).

## Palácio real

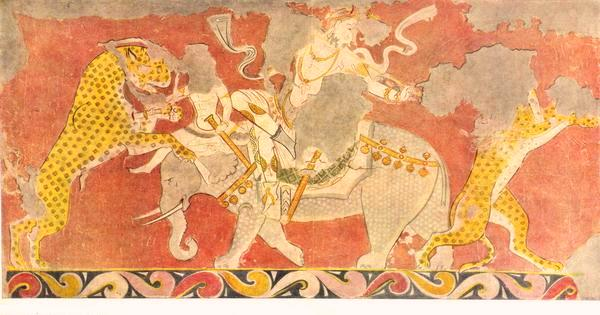
Pintura mural da "sala vermelha" do Palácio de Varakhcha atualmente no Museu Hermitage de São Petersburgo

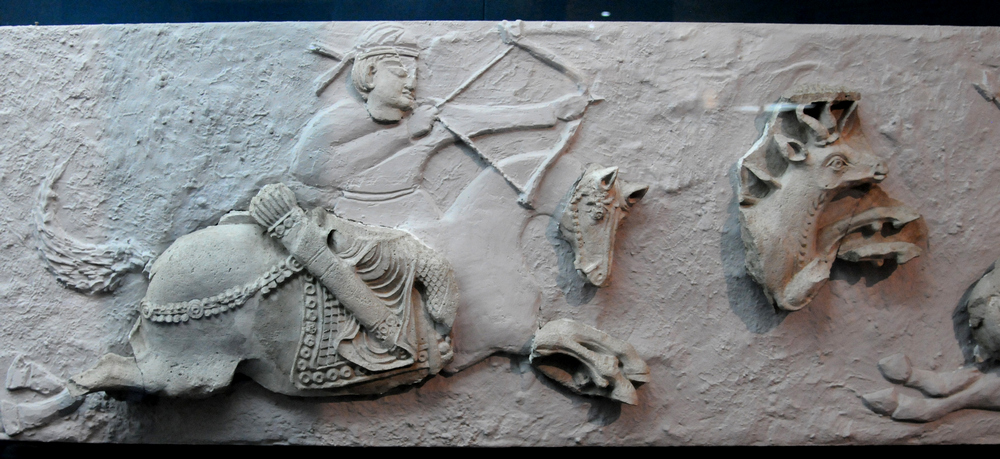
Relevo em estuque dum caçador do Palácio de Varakhcha, no em Tasquente

O local foi escavado pelo arqueólogo soviético Vasilii M. Shishkin em 1937-1939 e 1947-1954. Na zona a leste da cidadela, as escavações revelaram um palácio real com pinturas murais e relevos, que além do seu valor artístico e dos dados que revelam acerca da cultura do período de construção, também fornece dados sobre a história do palácio.
Embora seja provável que no local existisse um palácio desde a Antiguidade, as ruínas escavadas entre 1973 e 1991 são duma edificação originalmente construída já depois das invasões árabes, durante o reinado de Khunak (r. 689–709), que foi remodelada durante o reinado de Toghshada. As pinturas sobre fundo azul (na sala oriental e uma camada primitiva da sala vermelha) datam provavelmente de c. 719, do período da "apostasia" de Toghshada. As pinturas mais novas da sala vermelha são dum período posterior do reinado desse monarca, que terminou e 738. A fases seguinte da história do palácio é do reinado de Qutaiba b. Toghshada (r. 738–753). O sucessor deste, Buniyat b. Toghshada (r. 753–782) levou a cabo uma reconstrução do palácio e as primeiras decorações de estuque são desse período. Buniyat foi morto devido a ter apoiado a insurreição antiárabe de Mukanna, ocorrida nas décadas de 770 e 780.
Nas chamadas "sala vermelha" e "sala oriental" foram descobertas pinturas de divindades indianas montados em elefantes lutando contra monstros míticos. Numa pintura parcialmente preservada da sala oriental há uma imagem dum rei sentado no trono. No segundo piso há restos de ganch (estuque sculpido) pintado com figuras humanas, animais reais e mitológicos. Há também pinturas que mostram reis de Bucara em oração num templo do fogo zoroastrista e um deus da guerra soguediano.
O palácio de Varakhcha foi o primeiro edifício monumental soguediano a ser escavado e é a única edificação soguediana sobre a qual há registos históricos. Narshakhi refere o palácio, que segundo ele teria sido construído há mais de mil anos (o que a ser verdade significa que remonta ao século I a.C., pelo menos) e que tinha sido destruído e abandonado durante muitos anos, após o que foi restaurado pelo rei de Bucara Khunak Khudah. Depois voltou a ficar em ruínas e, já depois da conquista islâmica, foi reconstruído por pelo Bukhar Khudah (rei de Bucara) Bunyat b. Toghshada. Este monarca tornou-o instalou nele a sua corte até que foi morto no palácio.

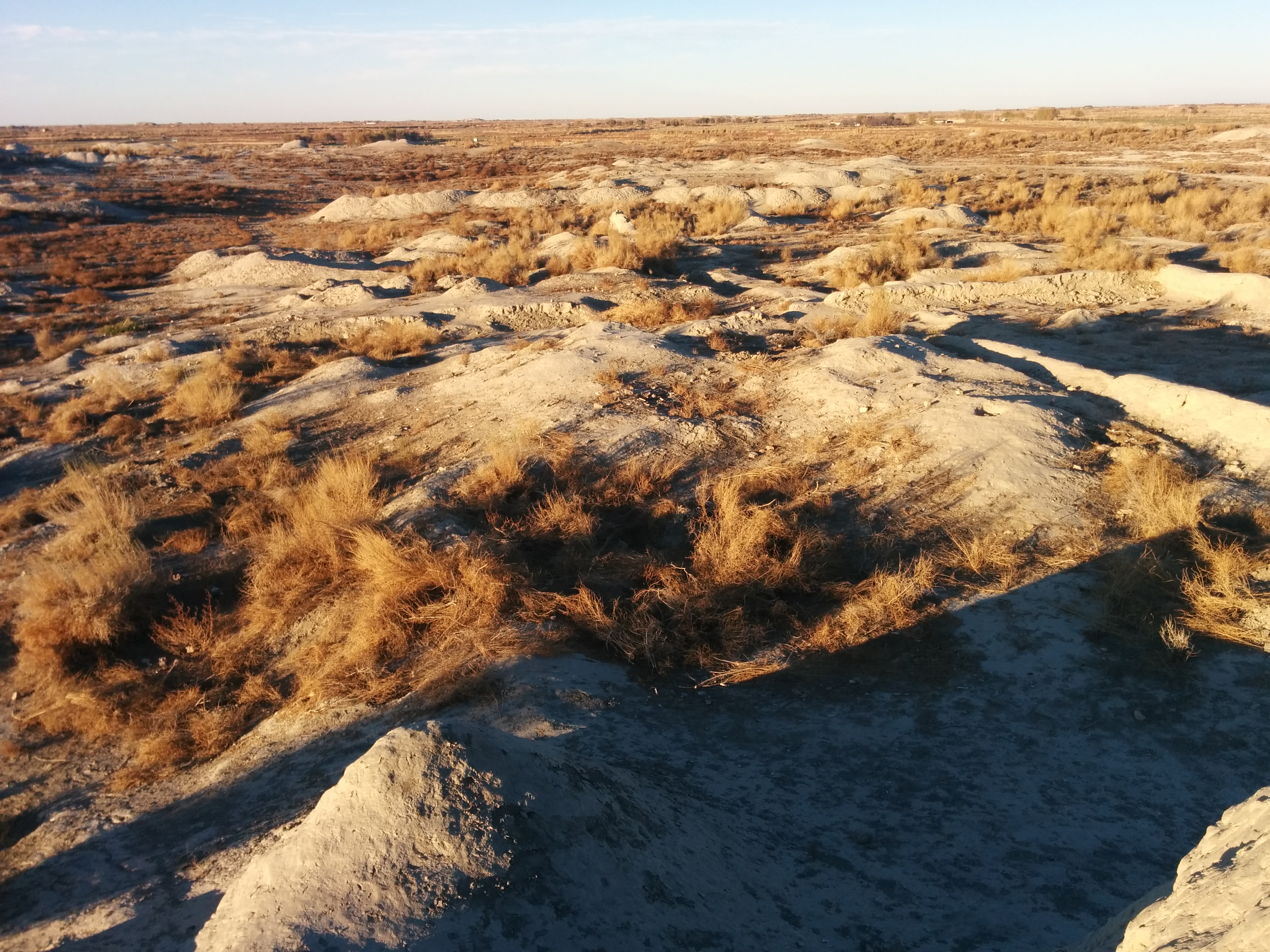
Ruínas de Varakhcha

As pinturas do palácio e o seu fim refletem a instabilidade política vivida na região nos séculos VII e VIII e a posição dúbia em que os governantes de Bucara se encontravam. No plano político e militar, os Bukhar Khudats tiveram que balancear as suas pretensões de continuarem a governar o oásis de Bucara com o poder esmagador dos árabes. No plano religioso, tiveram que criar um equilíbrio instável e complicado, mantendo parcialmente as tradições religiosas ancestrais locais zoroastristas ao mesmo tempo que tentavam apresentar-se aos árabes como fiéis convertidos ao islão.
As representações em cores vivas dos reis locais nas pinturas murais têm muitas com semelhanças com as que foram encontradas em Samarcanda e Panjiquente do período anterior às invasões árabes, mas em Varakhcha há uma muito maior insistência em apresentar nas pinturas a imagem do rei. Os arqueólogos soviéticos viram neste facto uma forma simbólica de proclamar a vitalidade do governo local, não obstante a sua vassalagem formal aos árabes. A técnica de pintura sobre reboco seco foi importada da Índia e os temas pintados incluem elementos de várias religiões, sem que tenha havido qualquer preocupação de camuflar essas temas proibidos pelo islão, o que deixa evidente que quem encomendou as pinturas não temia represálias dos suseranos muçulmanos. Tudo isso e o facto de não haver indícios das muralhas da cidade terem sido reforçadas leva alguns autores a pensar que os árabes teriam respeitado a autonomia política da cidade e permitido a continuidade das práticas pagãs.